# 11e législature du Canada

La distribution initiale de la 11e législature du Canada

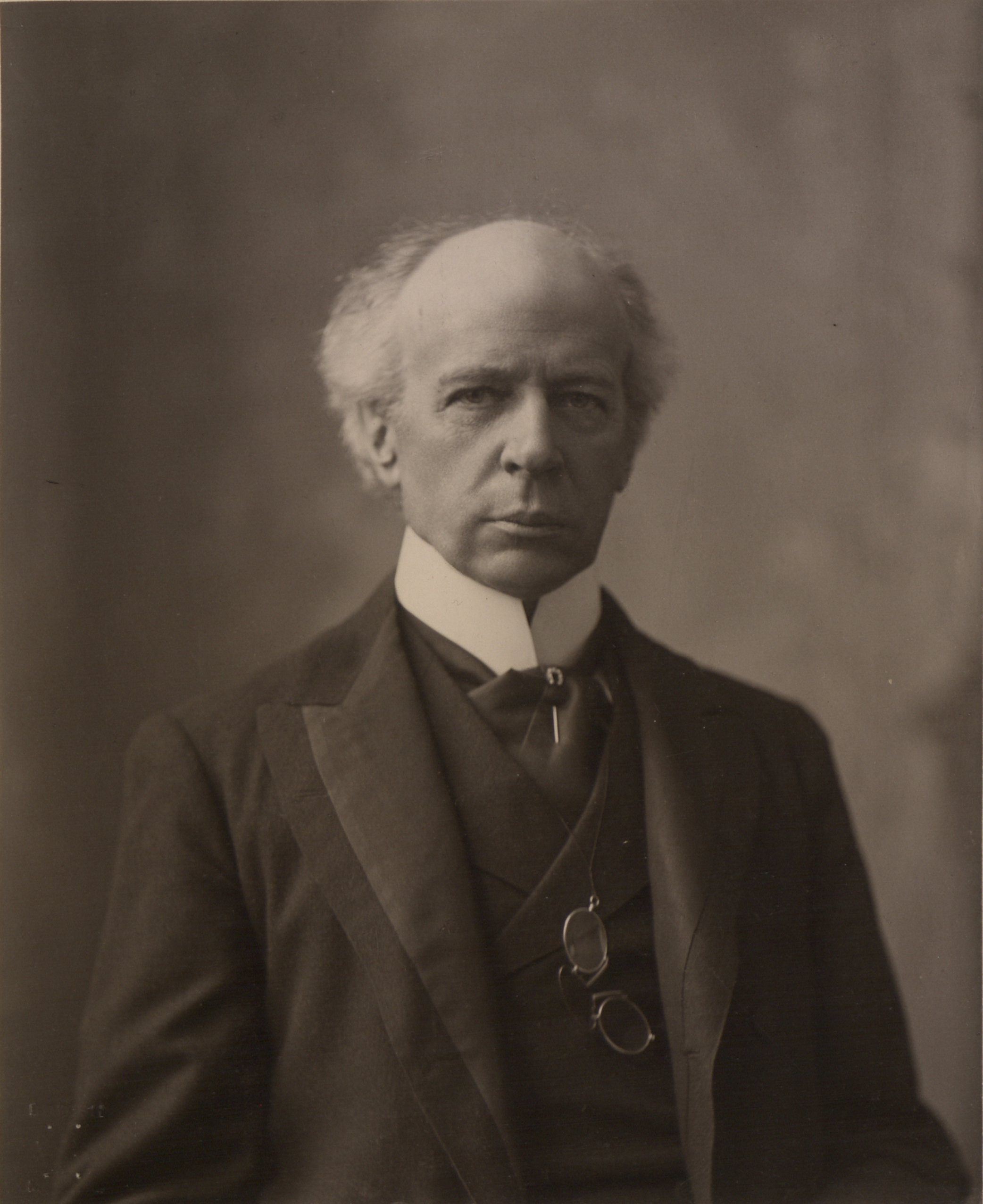
Sir Wilfrid Laurier fut premier ministre durant la 11e législature.

La 11e législature du Canada fut en session du 20 janvier 1909 au 29 juillet 1911. Sa composition fut établie par les élections de 1908 tenues le 26 octobre et fut légèrement modifiée par des démissions et des élections partielles jusqu'à sa dissolution survenue avant les élections de 1911.
Le parlement fut contrôlé par une majorité parlementaire détenue par le Parti libéral du Canada et ayant pour premier ministre Wilfrid Laurier. L'Opposition officielle fut représentée par le Parti conservateur/Parti libéral-conservateur dirigés par Robert Borden.
Le Chambre des communes fut Charles Marcil.  
Voici les 3 sessions parlementaires de la 11e législatire:
| Session | Début            | Fin             |
| ------- | ---------------- | --------------- |
| 1re     | 20 janvier 1909  | 19 mai 1909     |
| 2e      | 11 novembre 1909 | 4 mai 1910      |
| 3e      | 17 novembre 1910 | 29 juillet 1911 |

## Liste des députés

### Alberta
| Circonscription | Circonscription | Nom                                               | Parti                |
| --------------- | --------------- | ------------------------------------------------- | -------------------- |
| Calgary         |                 | Maitland Stewart McCarthy                         | Conservateur         |
| Edmonton        |                 | Frank Oliver                                      | Libéral              |
| Macleod         |                 | John Herron                                       | Libéral-conservateur |
| Medicine Hat    |                 | Charles Alexander Magrath                         | Conservateur         |
| Red Deer        |                 | Michael Clark                                     | Libéral              |
| Strathcona      |                 | Wilbert McIntyre (décès le 21 juillet 1909)       | Libéral              |
| Strathcona      |                 | James McCrie Douglas (élection partielle en 1909) | Libéral              |
| Victoria        |                 | William Henry White                               | Libéral              |

### Colombie-Britannique
| Circonscription     | Circonscription | Nom                                            | Parti        |
| ------------------- | --------------- | ---------------------------------------------- | ------------ |
| Comox—Atlin         |                 | William Sloan (démissionne le 21 janvier 1909) | Libéral      |
| Comox—Atlin         |                 | William Templeman (élection partielle en 1909) | Libéral      |
| Kootenay            |                 | Arthur Samuel Goodeve                          | Conservateur |
| Nanaimo             |                 | Ralph Smith                                    | Libéral      |
| New Westminster     |                 | James Davis Taylor                             | Conservateur |
| Vancouver (Cité de) |                 | George Henry Cowan                             | Conservateur |
| Victoria (Cité de)  |                 | George Henry Barnard                           | Conservateur |
| Yale—Cariboo        |                 | Martin Burrell                                 | Conservateur |

### Île-du-Prince-Édouard
| Circonscription | Circonscription | Nom                           | Parti        |
| --------------- | --------------- | ----------------------------- | ------------ |
| King's          |                 | Austin Levi Fraser            | Conservateur |
| Prince          |                 | James William Richards        | Libéral      |
| Queen's*        |                 | Lemuel Ezra Prowse            | Libéral      |
| Queen's*        |                 | Alexander Bannerman Warburton | Libéral      |

### Manitoba
| Circonscription    | Circonscription | Nom                          | Parti        |
| ------------------ | --------------- | ---------------------------- | ------------ |
| Brandon            |                 | Clifford Sifton              | Libéral      |
| Dauphin            |                 | Glenlyon Campbell            | Conservateur |
| Lisgar             |                 | William Henry Sharpe         | Conservateur |
| Macdonald          |                 | William D. Staples           | Conservateur |
| Marquette          |                 | William James Roche          | Conservateur |
| Portage la Prairie |                 | Arthur Meighen               | Conservateur |
| Provencher         |                 | John Patrick Molloy          | Libéral      |
| Selkirk            |                 | George Henry Bradbury        | Conservateur |
| Souris             |                 | Frederick Laurence Schaffner | Conservateur |
| Winnipeg           |                 | Alexander Haggart            | Conservateur |

### Nouveau-Brunswick
| Circonscription             | Circonscription | Nom                       | Parti        |
| --------------------------- | --------------- | ------------------------- | ------------ |
| Carleton                    |                 | Frank Broadstreet Carvell | Libéral      |
| Charlotte                   |                 | William Frederick Todd    | Libéral      |
| Cité et Comté de Saint-Jean |                 | William Pugsley           | Libéral      |
| Cité de Saint-Jean          |                 | John Waterhouse Daniel    | Conservateur |
| Gloucester                  |                 | Onésiphore Turgeon        | Libéral      |
| Kent                        |                 | Olivier Leblanc           | Libéral      |
| King's et Albert            |                 | Duncan Hamilton McAlister | Libéral      |
| Northumberland              |                 | William Stewart Loggie    | Libéral      |
| Restigouche                 |                 | James Reid                | Libéral      |
| Sunbury—Queen's             |                 | Hugh Havelock McLean      | Libéral      |
| Victoria                    |                 | Pius Michaud              | Libéral      |
| Westmorland                 |                 | Henry Emmerson            | Libéral      |
| York                        |                 | Oswald Smith Crocket      | Conservateur |

### Nouvelle-Écosse
| Circonscription          | Circonscription | Nom                                                        | Parti                |
| ------------------------ | --------------- | ---------------------------------------------------------- | -------------------- |
| Annapolis                |                 | Samuel Walter Willet Pickup                                | Libéral              |
| Antigonish               |                 | William Chisholm                                           | Libéral              |
| Cap-Breton-Sud           |                 | James William Maddin                                       | Libéral-conservateur |
| Cap-Breton-Victoria-Nord |                 | Daniel Duncan McKenzie                                     | Libéral              |
| Colchester               |                 | John Stanfield                                             | Conservateur         |
| Cumberland               |                 | Edgar Nelson Rhodes                                        | Conservateur         |
| Digby                    |                 | Clarence Jameson                                           | Conservateur         |
| Guysborough              |                 | John Howard Sinclair                                       | Libéral              |
| Halifax*                 |                 | Robert Laird Borden                                        | Conservateur         |
| Halifax*                 |                 | Adam Brown Crosby                                          | Conservateur         |
| Hants                    |                 | Judson Burpee Black                                        | Libéral              |
| Inverness                |                 | Alexander William Chisholm                                 | Libéral              |
| Kings                    |                 | Frederick William Borden                                   | Libéral              |
| Lunenburg                |                 | Alexander Kenneth Maclean (démissionne le 23 octobre 1909) | Libéral              |
| Lunenburg                |                 | John Drew Sperry (élection partielle en 1909)              | Libéral              |
| Pictou                   |                 | Edward Mortimer Macdonald                                  | Libéral              |
| Richmond                 |                 | George William Kyte                                        | Libéral              |
| Shelburne et Queen's     |                 | William Stevens Fielding                                   | Libéral              |
| Yarmouth                 |                 | Bowman Brown Law                                           | Libéral              |

### Ontario
| Circonscription            | Circonscription | Nom                                                      | Parti                    |
| -------------------------- | --------------- | -------------------------------------------------------- | ------------------------ |
| Algoma-Est                 |                 | William Ross Smyth                                       | Conservateur             |
| Algoma-Ouest               |                 | Arthur Cyril Boyce                                       | Conservateur             |
| Brantford                  |                 | Lloyd Harris                                             | Libéral                  |
| Brant                      |                 | William Paterson                                         | Libéral                  |
| Brockville                 |                 | George Perry Graham                                      | Libéral                  |
| Bruce-Nord                 |                 | John Tolmie                                              | Libéral                  |
| Bruce-Sud                  |                 | James J. Donnelly                                        | Conservateur             |
| Carleton                   |                 | Robert Laird Borden (démissionne)                        | Conservateur             |
| Carleton                   |                 | Edward Kidd (élection partielle en 1909)                 | Conservateur             |
| Dufferin                   |                 | John Barr (décès le 19 novembre 1909)                    | Conservateur             |
| Dufferin                   |                 | John Best (élection partielle en 1909)                   | Conservateur             |
| Dundas                     |                 | Andrew Broder                                            | Conservateur             |
| Durham                     |                 | Charles Jonas Thornton                                   | Conservateur             |
| Elgin-Est                  |                 | David Marshall                                           | Conservateur             |
| Elgin-Ouest                |                 | Thomas Wilson Crothers                                   | Conservateur             |
| Essex-Nord                 |                 | Robert Franklin Sutherland (au 21 octobre 1909)          | Libéral                  |
| Essex-Nord                 |                 | Oliver James Wilcox (élection partielle en 1909)         | Conservateur             |
| Essex-Sud                  |                 | Alfred Henry Clarke                                      | Libéral                  |
| Frontenac                  |                 | John Wesley Edwards                                      | Conservateur             |
| Glengarry                  |                 | John Angus McMillan                                      | Libéral                  |
| Grenville                  |                 | John Dowsley Reid                                        | Conservateur             |
| Grey-Est                   |                 | Thomas Simpson Sproule                                   | Conservateur             |
| Grey-Nord                  |                 | William Sora Middlebro                                   | Conservateur             |
| Grey-Sud                   |                 | Henry Horton Miller                                      | Libéral                  |
| Haldimand                  |                 | Francis Ramsey Lalor                                     | Conservateur             |
| Halton                     |                 | David Henderson                                          | Conservateur             |
| Hamilton-Est               |                 | Samuel Barker                                            | Conservateur             |
| Hamilton-Ouest             |                 | Thomas Joseph Stewart                                    | Conservateur             |
| Hastings-Est               |                 | William Barton Northrup                                  | Conservateur             |
| Hastings-Ouest             |                 | Edward Guss Porter                                       | Conservateur             |
| Huron-Est                  |                 | Thomas Chisholm                                          | Conservateur             |
| Huron-Ouest                |                 | Edward Norman Lewis                                      | Conservateur             |
| Huron-Sud                  |                 | Murdo Young McLean                                       | Libéral                  |
| Kent-Est                   |                 | David Alexander Gordon                                   | Libéral                  |
| Kent-Ouest                 |                 | Archibald Blake McCoig                                   | Libéral                  |
| Kingston                   |                 | William Harty                                            | Libéral                  |
| Lambton-Est                |                 | Joseph Elijah Armstrong                                  | Conservateur             |
| Lambton-Ouest              |                 | Frederick Forsyth Pardee                                 | Libéral                  |
| Lanark-Nord                |                 | William Thoburn                                          | Conservateur             |
| Lanark-Sud                 |                 | John Graham Haggart                                      | Conservateur             |
| Leeds                      |                 | George Taylor                                            | Conservateur             |
| Lennox et Addington        |                 | Uriah Wilson                                             | Conservateur             |
| Lincoln                    |                 | Edward Arthur Lancaster                                  | Conservateur             |
| London                     |                 | Thomas Beattie                                           | Conservateur             |
| Middlesex-Est              |                 | Peter Elson                                              | Conservateur             |
| Middlesex-Nord             |                 | Alexander Wilson Smith                                   | Libéral                  |
| Middlesex-Ouest            |                 | William Samuel Calvert (au 21 octobre 1909)              | Libéral                  |
| Middlesex-Ouest            |                 | Duncan Campbell Ross (élection partielle en 1909)        | Libéral                  |
| Muskoka                    |                 | William Wright                                           | Conservateur             |
| Nipissing                  |                 | George Gordon                                            | Conservateur             |
| Norfolk                    |                 | Alexander McCall                                         | Conservateur             |
| Northumberland-Est         |                 | Charles Lewis Owen                                       | Conservateur             |
| Northumberland-Ouest       |                 | John B. McColl                                           | Libéral                  |
| Ontario-Nord               |                 | Samuel Simpson Sharpe                                    | Conservateur             |
| Ontario-Sud                |                 | Frederick Luther Fowke                                   | Libéral                  |
| Ottawa (Cité d')*          |                 | Wilfrid Laurier (démissionne)                            | Libéral                  |
| Ottawa (Cité d')*          |                 | Harold Buchanan McGiverin                                | Libéral                  |
| Ottawa (Cité d')*          |                 | Albert Allard (élection partielle en 1910)               | Libéral                  |
| Oxford-Nord                |                 | Edward Walter Nesbitt                                    | Libéral                  |
| Oxford-Sud                 |                 | Malcolm Smith Schell                                     | Libéral                  |
| Parry Sound                |                 | James Arthurs                                            | Conservateur             |
| Peel                       |                 | Richard Blain                                            | Conservateur             |
| Perth-Nord                 |                 | James Palmer Rankin                                      | Libéral                  |
| Perth-Sud                  |                 | Gilbert Howard McIntyre                                  | Libéral                  |
| Peterborough-Est           |                 | John Albert Sexsmith                                     | Conservateur             |
| Peterborough-Ouest         |                 | James Robert Stratton                                    | Libéral                  |
| Prescott                   |                 | Edmond Proulx                                            | Libéral                  |
| Prince Edward              |                 | Morley Currie                                            | Libéral                  |
| Renfrew-Nord               |                 | Gerald Verner White                                      | Conservateur             |
| Renfrew-Sud                |                 | Thomas Andrew Low                                        | Libéral                  |
| Russell                    |                 | Charles Murphy                                           | Libéral                  |
| Simcoe-Est                 |                 | Thomas Edward Manley Chew                                | Libéral                  |
| Simcoe-Nord                |                 | John Allister Currie                                     | Conservateur             |
| Simcoe-Sud                 |                 | Haughton Lennox                                          | Conservateur             |
| Stormont                   |                 | Robert Smith                                             | Libéral                  |
| Thunder-Bay et Rainy-River |                 | James Conmee                                             | Libéral                  |
| Toronto-Centre             |                 | Edmund James Bristol                                     | Conservateur             |
| Toronto-Est                |                 | Joseph Russell                                           | Indépendant              |
| Toronto-Nord               |                 | George Eulas Foster                                      | Conservateur             |
| Toronto-Ouest              |                 | Edmund Boyd Osler                                        | Conservateur             |
| Toronto-Sud                |                 | Angus Claude Macdonell                                   | Conservateur             |
| Victoria                   |                 | Sam Hughes                                               | Libéral-conservateur     |
| Waterloo-Nord              |                 | William Lyon Mackenzie King                              | Libéral                  |
| Waterloo-Nord              |                 | William Lyon Mackenzie King (élection partielle en 1909) | Libéral                  |
| Waterloo-Sud               |                 | George Adam Clare                                        | Conservateur             |
| Welland                    |                 | William Manley German                                    | Libéral                  |
| Wellington-Nord            |                 | Alexander Munro Martin                                   | Libéral                  |
| Wellington-Sud             |                 | Hugh Guthrie                                             | Libéral                  |
| Wentworth                  |                 | William Oscar Sealey                                     | Libéral                  |
| York-Centre                |                 | Thomas George Wallace                                    | Conservateur             |
| York-Nord                  |                 | Allen Bristol Aylesworth                                 | Libéral                  |
| York-Sud                   |                 | William Findlay Maclean                                  | Conservateur indépendant |

### Québec
| Circonscription                 | Circonscription | Nom                                                    | Parti               |
| ------------------------------- | --------------- | ------------------------------------------------------ | ------------------- |
| Argenteuil                      |                 | George Halsey Perley                                   | Conservateur        |
| Bagot                           |                 | Joseph Edmond Marcile                                  | Libéral             |
| Beauce                          |                 | Henri Sévérin Béland                                   | Libéral             |
| Beauharnois                     |                 | Louis-Joseph Papineau                                  | Libéral             |
| Bellechasse                     |                 | Onésiphore-Ernest Talbot                               | Libéral             |
| Berthier                        |                 | Arthur Ecrément                                        | Libéral             |
| Bonaventure                     |                 | Charles Marcil                                         | Libéral             |
| Brome                           |                 | Sydney Arthur Fisher                                   | Libéral             |
| Chambly—Verchères               |                 | Victor Geoffrion                                       | Libéral             |
| Champlain                       |                 | Pierre Édouard Blondin                                 | Conservateur        |
| Charlevoix                      |                 | Joseph David Rodolphe Forget                           | Conservateur        |
| Chicoutimi—Saguenay             |                 | Joseph Girard                                          | Conservateur        |
| Châteauguay                     |                 | James Pollock Brown                                    | Libéral             |
| Compton                         |                 | Aylmer Byron Hunt                                      | Libéral             |
| Deux-Montagnes                  |                 | Joseph Arthur Calixte Éthier                           | Libéral             |
| Dorchester                      |                 | Joseph Alfred Ernest Roy                               | Libéral             |
| Drummond—Arthabaska             |                 | Louis Lavergne (nommé au Sénat)                        | Libéral             |
| Drummond—Arthabaska             |                 | Arthur Gilbert (élection partielle en 1910)            | Nationaliste        |
| Gaspé                           |                 | Rodolphe Lemieux                                       | Libéral             |
| Hochelaga                       |                 | Louis Alfred Adhémar Rivet                             | Libéral             |
| Huntingdon                      |                 | James Alexander Robb                                   | Libéral             |
| Jacques-Cartier                 |                 | Frederick Debartzch Monk                               | Conservateur        |
| Joliette                        |                 | Joseph Adélard Dubeau                                  | Libéral             |
| Kamouraska                      |                 | Ernest Lapointe                                        | Libéral             |
| Labelle                         |                 | Charles Beautrom Major                                 | Libéral             |
| Laprairie—Napierville           |                 | Roch Lanctôt                                           | Libéral             |
| L'Assomption                    |                 | Paul-Arthur Séguin                                     | Libéral             |
| Laval                           |                 | Charles Avila Wilson                                   | Libéral             |
| Lévis                           |                 | Louis Auguste Carrier                                  | Libéral             |
| L'Islet                         |                 | Eugène Paquet                                          | Conservateur        |
| Lotbinière                      |                 | Edmond Fortier (élection annulée le 29 septembre 1909) | Libéral             |
| Lotbinière                      |                 | Edmond Fortier (élection partielle en 1909)            | Libéral             |
| Maisonneuve                     |                 | Alphonse Verville                                      | Travailliste        |
| Maskinongé                      |                 | Hormidas Mayrand                                       | Libéral             |
| Mégantic                        |                 | François Théodore Savoie                               | Libéral             |
| Missisquoi                      |                 | Daniel Bishop Meigs                                    | Libéral             |
| Montcalm                        |                 | François Octave Dugas (au 6 septembre 1909)            | Libéral             |
| Montcalm                        |                 | David Arthur Lafortune (élection partielle en 1909)    | Libéral indépendant |
| Montmagny                       |                 | Cyrias Roy                                             | Libéral             |
| Montmorency                     |                 | Georges Parent                                         | Libéral             |
| Nicolet                         |                 | Gustave-Adolphe Turcotte                               | Libéral             |
| Pontiac                         |                 | George Frederick Hodgins                               | Libéral             |
| Portneuf                        |                 | Michel-Siméon Delisle                                  | Libéral             |
| Québec-Centre                   |                 | Arthur Lachance                                        | Libéral             |
| Québec (Comté de)               |                 | Joseph Pierre Turcotte                                 | Libéral             |
| Québec-Est                      |                 | Wilfrid Laurier                                        | Libéral             |
| Québec-Ouest                    |                 | William Price (fils)                                   | Conservateur        |
| Richelieu                       |                 | Adélard Lanctôt                                        | Libéral             |
| Richmond—Wolfe                  |                 | Edmund William Tobin                                   | Libéral             |
| Rimouski                        |                 | Jean Auguste Ross                                      | Libéral             |
| Rouville                        |                 | Louis Philippe Brodeur                                 | Libéral             |
| Shefford                        |                 | Henry Edgarton Allen                                   | Libéral             |
| Sherbrooke (Ville de)           |                 | Arthur Norreys Worthington                             | Conservateur        |
| Soulanges                       |                 | Joseph Arthur Lortie                                   | Conservateur        |
| Sainte-Anne                     |                 | Charles Joseph Doherty                                 | Conservateur        |
| Stanstead                       |                 | Charles Henry Lovell                                   | Libéral             |
| Saint-Antoine                   |                 | Herbert Brown Ames                                     | Conservateur        |
| Saint-Hyacinthe                 |                 | Aimé Majorique Beauparlant                             | Libéral             |
| Saint-Jacques                   |                 | Honoré Hippolyte Achille Gervais                       | Libéral             |
| Saint-Jean—Iberville            |                 | Marie Joseph Demers                                    | Libéral             |
| Saint-Laurent                   |                 | Robert Bickerdike                                      | Libéral             |
| Sainte-Marie                    |                 | Médéric Martin                                         | Libéral             |
| Terrebonne                      |                 | Wilfrid Bruno Nantel                                   | Conservateur        |
| Trois-Rivières-et-Saint-Maurice |                 | Jacques Bureau                                         | Libéral             |
| Témiscouata                     |                 | Charles Arthur Gauvreau                                | Libéral             |
| Vaudreuil                       |                 | Gustave Benjamin Boyer                                 | Libéral             |
| Wright                          |                 | Emmanuel Berchmans Devlin                              | Libéral             |
| Yamaska                         |                 | Joseph Ernest Oscar Gladu                              | Libéral             |

### Saskatchewan
| Circonscription | Circonscription | Nom                     | Parti        |
| --------------- | --------------- | ----------------------- | ------------ |
| Assiniboia      |                 | John Gillanders Turriff | Libéral      |
| Battleford      |                 | Albert Champagne        | Libéral      |
| Humboldt        |                 | David Bradley Neely     | Libéral      |
| Mackenzie       |                 | Edward L. Cash          | Libéral      |
| Moose Jaw       |                 | William Erskine Knowles | Libéral      |
| Prince Albert   |                 | William Windfield Rutan | Libéral      |
| Qu'Appelle      |                 | Richard Stuart Lake     | Conservateur |
| Regina          |                 | William Melville Martin | Libéral      |
| Saltcoats       |                 | Thomas MacNutt          | Libéral      |
| Saskatoon       |                 | George Ewan McCraney    | Libéral      |

### Yukon
| Circonscription | Circonscription | Nom                        | Parti   |
| --------------- | --------------- | -------------------------- | ------- |
| Yukon           |                 | Frederick Tennyson Congdon | Libéral |

## Sources
- Site web du Parlement du Canada

- (en) Cet article est partiellement ou en totalité issu de l’article de Wikipédia en anglais intitulé « 11th Canadian Parliament » (voir la liste des auteurs).